# Milano–Sanremo Donne
Milano–Sanremo Donne ist das Frauenradrennen im Rahmen von Mailand–Sanremo. Es wird durch RCS Sport organisiert. Das Rennen ist im internationalen Kalender unter dem Namen Milano–Sanremo Donne registriert, wird vom Veranstalter aber auch als Sanremo Women beworben.
Während das Männerrennen bereits seit 1907 besteht und zu den fünf Monumenten des Radsports gezählt wird, gab es erstmals 1998 eine Primavera Rosa genannte Entsprechung für Frauen, die jedoch 2006 wieder eingestellt wurde. Anfang der 2020er Jahre gingen immer mehr Radsportveranstalter dazu über, Rennen für Frauen anzubieten. RCS kündigte einen solchen Schritt bei Mailand–Sanremo zunächst für 2023 an und erneut für 2025. Das Rennen wurde sogleich in die UCI Women’s WorldTour aufgenommen.
Die erste Ausgabe von Milano–Sanremo Donne fand am 22. März 2025 statt und verband auf einer Strecke von 156 Kilometern Genua mit Sanremo.

## Palmarès
| Jahr | Siegerin      | Zweite       | Dritte      |
| ---- | ------------- | ------------ | ----------- |
| 2025 | Lorena Wiebes | Marianne Vos | Noemi Rüegg |